# Championnat de Finlande de hockey sur glace 1935-1936
Saison précédente Saison suivante
La saison 1935-1936 est la huitième saison de la SM-sarja.
L'Ilves Tampere remporte le 8e titre de champion de Finlande en terminant à la première place du classement.

## Déroulement

### Classement
| Clt   | Équipe        | PJ | V | D | N | BP | BC | Diff | Pts |
| ----- | ------------- | -- | - | - | - | -- | -- | ---- | --- |
| +001, | Ilves Tampere | 6  | 3 | 3 | 0 | 20 | 11 | +9   | 9   |
| +002, | KIF Helsinki  | 6  | 4 | 1 | 1 | 21 | 10 | +11  | 9   |
| +003, | HJK Helsinki  | 6  | 2 | 1 | 3 | 26 | 24 | +2   | 5   |
| +004, | HSK Helsinki  | 6  | 0 | 1 | 5 | 10 | 32 | -22  | 1   |

- Champion de Finlande
- Barrage de promotion-relégation
- Relégué en I-divisionna

### Meilleurs pointeurs
Cette section présente les meilleurs pointeurs de la saison.
| Clt | Joueur           | Équipe        | PJ | B  | A | Pts | Pun |
| --- | ---------------- | ------------- | -- | -- | - | --- | --- |
| 1   | Jussi Tiitola    | Ilves Tampere | 6  | 10 | 0 | 10  | 0   |
| 2   | Kalevi Ihalainen | HJK Helsinki  | 6  | 7  | 3 | 10  | 0   |
| 3   | Matti Wasama     | Ilves Tampere | 6  | 6  | 0 | 6   | 0   |
| 4   | Risto Tiitola    | Ilves Tampere | 6  | 1  | 4 | 5   | 0   |
| 5   | Holger Granström | KIF Helsinki  | 4  | 3  | 1 | 4   | 0   |